# Зайсански район
Зайсански район (на казахски: Зайсан ауданы) е съставна част на Източноказахстанска област, Казахстан, с обща площ 10 140 км2 и население 36 692 души (по приблизителна оценка към 1 януари 2020 г.).
Административен център е град Зайсан.